# 山田珠一

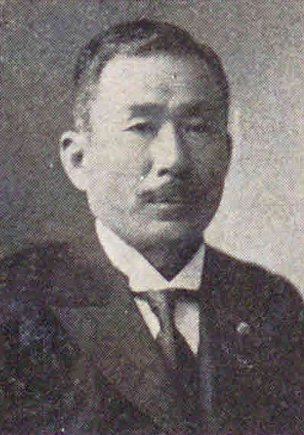
山田珠一

山田 珠一（やまだ しゅいち、元治2年1月15日（1865年2月10日） - 昭和9年（1934年）4月17日）は、日本の衆議院議員（帝国党→大同倶楽部→中央倶楽部→立憲同志会→憲政会）。熊本市長。

## 経歴
豊後国国東郡草地村（現在の大分県豊後高田市）出身。漢学を修めた後、済々黌でドイツ語を学んだ。卒業後は九州日日新聞社に入り、主筆を経て、1899年（明治32年）に社長に就任した。また熊本市会議員、市会議長も務め、1902年（明治35年）の第7回衆議院議員総選挙に出馬し、当選した。1903年（明治36年）には熊本県会議員に選出され、1907年（明治40年）には副議長となった。1908年（明治41年）の第10回衆議院議員総選挙で国政に復帰し、1920年（大正9年）まで在任した。
また1913年（大正2年）から1914年（大正3年）までと、1930年（昭和5年）から1934年（昭和9年）までの2回、熊本市長を務めた。 

## 栄典
- 1921年（大正10年）7月1日 - 第一回国勢調査記念章[3]